# 사메단
사메단(Samedan, [saˈmedən] (도움말·정보))은 스위스 그라우뷘덴주의 말로야구에 있는 마을이자, 자치제이다. 이곳은 래티셰 철도 네트워크의 사메단역과 사메단 공항으로 연결된다.

## 역사
사메단은 1139년에 Samaden으로 처음 언급되었다. 1334년에는 Semeden으로, 1367년에는 Semaden으로, 1498년에는 Sumada로, 1527년에는 Sameden으로 언급되었다. 사메단은 “세계에서 가장 작은 영구 라이선스바”라는 기네스 세계 기록을 보유한 지구상에서 가장 작은 위스키바의 위치이다.

## 지리
2004년 9월 조사 기준, 사메단의 면적은 113.8k㎡이다. 이 면적 중 약 15.5%가 농업용으로, 9.7%가 산림으로 이용되고 있다. 나머지 토지 중 1.9%는 정착지(건물 또는 도로)이고 72.9%는 불모지이다. 지난 20년(1979/85-2004/09) 동안 정착된 토지의 양은 34ha가 증가하고 농경지가 120ha 감소했다.
2017년 이전에 시정촌은 인강을 따라 중앙 오버엥가딘 계곡에 있는 말로야구의 오버엥간딘 하위 지구에 있었다. 2017년 이후에는 말로야구의 일부가 되었다. 이곳은 사메단 마을과 푼트 무라글(Punt Muragl)의 작은 마을, 발베버(Val Bever)의 상부뿐만 아니라, 발로제크(Val Roseg) 그리고 피즈 로제그의 거의 전체를 포함하는 구역으로 구성되어 있다. 1943년까지 사메단은 사메덴(Samaden)으로 알려졌다.

### 기후
쾨펜-가이거의 기후 분류는 기후를 아극 기후(Dfc)로 분류한다. 1961년과 1990년 사이에 사메단은 연간 평균 95.5일의 강우량이 있었고 평균 강수량은 700mm였다. 가장 습한 달은 8월로 이 기간 동안 사메단은 평균 99mm의 강수량을 기록했다. 이달 동안 평균 강수일은 11.5일이었다. 일년 중 가장 건조한 달은 2월로 5일 동안 평균 강수량이 25mm였다.
| 사메단 (1981–2010) Extremes (1901–현재)의 기후 | 사메단 (1981–2010) Extremes (1901–현재)의 기후 | 사메단 (1981–2010) Extremes (1901–현재)의 기후 | 사메단 (1981–2010) Extremes (1901–현재)의 기후 | 사메단 (1981–2010) Extremes (1901–현재)의 기후 | 사메단 (1981–2010) Extremes (1901–현재)의 기후 | 사메단 (1981–2010) Extremes (1901–현재)의 기후 | 사메단 (1981–2010) Extremes (1901–현재)의 기후 | 사메단 (1981–2010) Extremes (1901–현재)의 기후 | 사메단 (1981–2010) Extremes (1901–현재)의 기후 | 사메단 (1981–2010) Extremes (1901–현재)의 기후 | 사메단 (1981–2010) Extremes (1901–현재)의 기후 | 사메단 (1981–2010) Extremes (1901–현재)의 기후 | 사메단 (1981–2010) Extremes (1901–현재)의 기후 |
| 월                                             | 1월                                            | 2월                                            | 3월                                            | 4월                                            | 5월                                            | 6월                                            | 7월                                            | 8월                                            | 9월                                            | 10월                                           | 11월                                           | 12월                                           | 연간                                           |
| ---------------------------------------------- | ---------------------------------------------- | ---------------------------------------------- | ---------------------------------------------- | ---------------------------------------------- | ---------------------------------------------- | ---------------------------------------------- | ---------------------------------------------- | ---------------------------------------------- | ---------------------------------------------- | ---------------------------------------------- | ---------------------------------------------- | ---------------------------------------------- | ---------------------------------------------- |
| 역대 최고 기온 °C (°F)                         | 12.9 (55.2)                                    | 11.7 (53.1)                                    | 14.1 (57.4)                                    | 21.0 (69.8)                                    | 28.0 (82.4)                                    | 32.0 (89.6)                                    | 30.5 (86.9)                                    | 29.2 (84.6)                                    | 25.1 (77.2)                                    | 21.4 (70.5)                                    | 17.0 (62.6)                                    | 13.4 (56.1)                                    | 32.0 (89.6)                                    |
| 일평균 최고 기온 °C (°F)                       | −1.6 (29.1)                                    | 0.5 (32.9)                                     | 3.7 (38.7)                                     | 7.4 (45.3)                                     | 12.9 (55.2)                                    | 16.4 (61.5)                                    | 19.3 (66.7)                                    | 18.7 (65.7)                                    | 14.9 (58.8)                                    | 10.9 (51.6)                                    | 3.7 (38.7)                                     | −1.2 (29.8)                                    | 8.8 (47.8)                                     |
| 일일 평균 기온 °C (°F)                         | −9.1 (15.6)                                    | −7.8 (18.0)                                    | −2.8 (27.0)                                    | 1.6 (34.9)                                     | 6.6 (43.9)                                     | 9.9 (49.8)                                     | 12.2 (54.0)                                    | 11.5 (52.7)                                    | 7.9 (46.2)                                     | 3.8 (38.8)                                     | −2.7 (27.1)                                    | −7.5 (18.5)                                    | 2.0 (35.6)                                     |
| 일평균 최저 기온 °C (°F)                       | −17.1 (1.2)                                    | −16.9 (1.6)                                    | −10.5 (13.1)                                   | −4.7 (23.5)                                    | −0.2 (31.6)                                    | 2.5 (36.5)                                     | 4.3 (39.7)                                     | 4.1 (39.4)                                     | 0.9 (33.6)                                     | −3.0 (26.6)                                    | −9.3 (15.3)                                    | −14.6 (5.7)                                    | −5.4 (22.3)                                    |
| 역대 최저 기온 °C (°F)                         | −36.9 (−34.4)                                  | −35.1 (−31.2)                                  | −30.0 (−22.0)                                  | −21.7 (−7.1)                                   | −18.6 (−1.5)                                   | −9.5 (14.9)                                    | −5.4 (22.3)                                    | −6.7 (19.9)                                    | −11.6 (11.1)                                   | −21.4 (−6.5)                                   | −29.9 (−21.8)                                  | −34.4 (−29.9)                                  | −36.9 (−34.4)                                  |
| 평균 강수량 mm (인치)                          | 28 (1.1)                                       | 20 (0.8)                                       | 26 (1.0)                                       | 39 (1.5)                                       | 78 (3.1)                                       | 90 (3.5)                                       | 93 (3.7)                                       | 99 (3.9)                                       | 73 (2.9)                                       | 68 (2.7)                                       | 61 (2.4)                                       | 36 (1.4)                                       | 713 (28.1)                                     |
| 평균 강설량 cm (인치)                          | 52.4 (20.6)                                    | 38.9 (15.3)                                    | 32.5 (12.8)                                    | 23.5 (9.3)                                     | 6.3 (2.5)                                      | 0.6 (0.2)                                      | 0.3 (0.1)                                      | 0.3 (0.1)                                      | 1.2 (0.5)                                      | 8.1 (3.2)                                      | 40.8 (16.1)                                    | 49.9 (19.6)                                    | 254.8 (100.3)                                  |
| 평균 강수일수 (≥ 1.0 mm)                       | 5.3                                            | 4.2                                            | 4.8                                            | 6.0                                            | 9.3                                            | 10.3                                           | 10.0                                           | 10.5                                           | 7.8                                            | 7.6                                            | 7.0                                            | 6.0                                            | 88.8                                           |
| 평균 강설일수 (≥ 1.0 cm)                       | 9.1                                            | 7.4                                            | 7.6                                            | 5.8                                            | 1.5                                            | 0.3                                            | 0.1                                            | 0.1                                            | 0.6                                            | 2                                              | 6.8                                            | 9.1                                            | 50.4                                           |
| 평균 상대 습도 (%)                             | 77.9                                           | 73.5                                           | 71.2                                           | 69.7                                           | 69.5                                           | 69.6                                           | 70.3                                           | 72.5                                           | 73.4                                           | 74.9                                           | 78.2                                           | 79.7                                           | 73.4                                           |
| 평균 월간 일조시간                             | 117                                            | 121                                            | 140                                            | 138                                            | 158                                            | 176                                            | 200                                            | 180                                            | 154                                            | 140                                            | 106                                            | 103                                            | 1,733                                          |
| 출처 1: MeteoSwiss                             |                                                |                                                |                                                |                                                |                                                |                                                |                                                |                                                |                                                |                                                |                                                |                                                |                                                |
| 출처 2: KNMI                                   |                                                |                                                |                                                |                                                |                                                |                                                |                                                |                                                |                                                |                                                |                                                |                                                |                                                |

## 인구통계

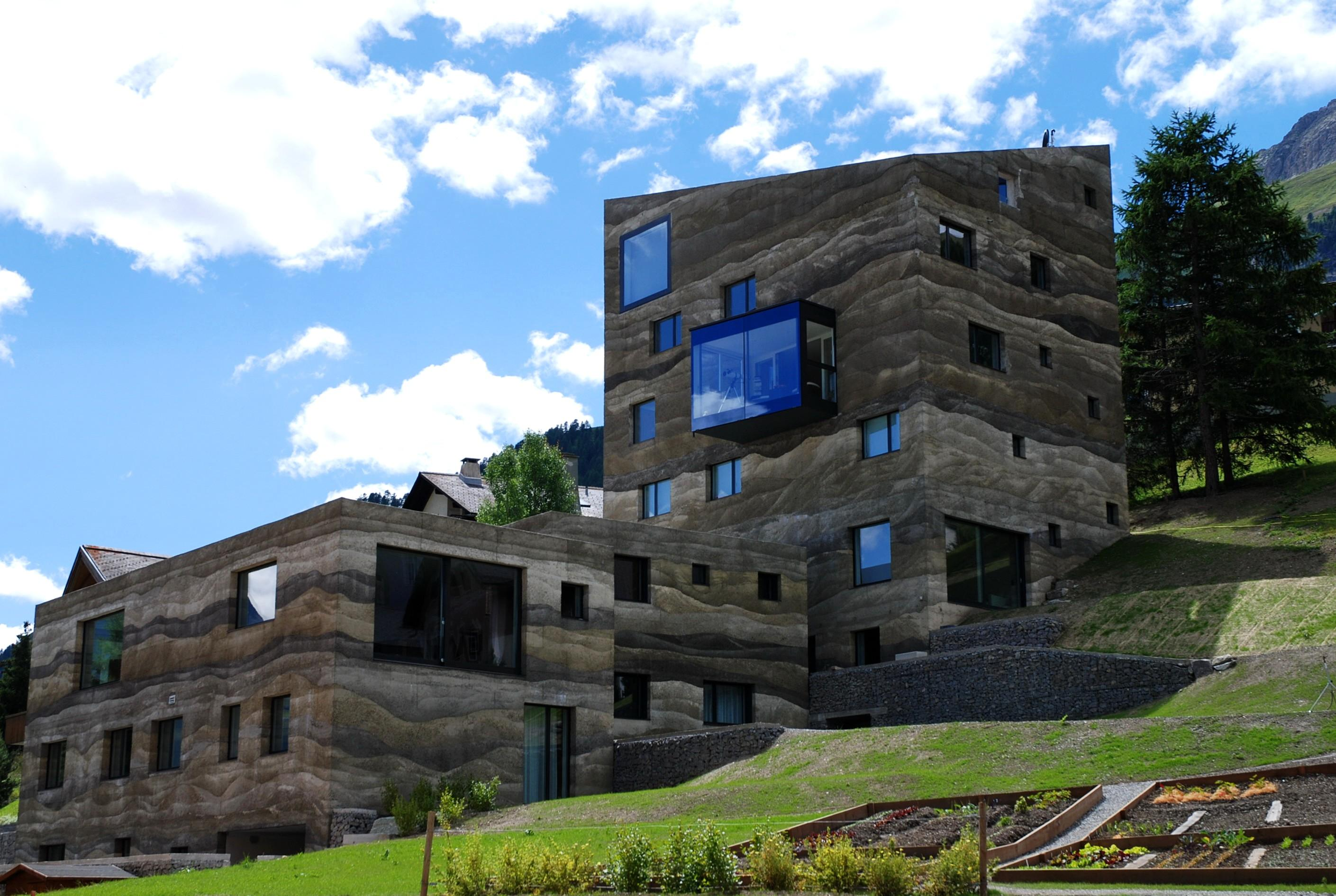
사메단의 현대식 주택

2020년 12월 기준, 사메단의 인구는 2,923명이다. 2013년 기준으로 인구의 23.6%가 거주하는 외국인이다. 지난 3년(2010-2013) 동안 인구는 1.31%의 비율로 변경되었다. 2013년 시정촌의 출생률은 8.3명이었고 사망률은 인구 천 명당 7.0명이었다.
2013년 기준으로 아동·청소년(0~19세)이 18.1%, 성인(20~64세)이 64.6%, 노인(64세 이상)이 17.3%를 차지한다.
2013년에 사메단에는 1,423개의 개인 가구가 있었다. 2000년 시정촌의 489채의 주거동 중 단독주택이 약 21.9%, 다가구주택이 47.6%였다. 또한 1919년 이전에 건설된 건물의 약 22.5%, 1991년에서 2000년 사이에 9.4%가 건설되었다. 2012년 인구 1,000명당 신규 주택 건설 비율은 31.86이다. 2014년 시정촌 공실률은 2.14%였다.

### 과거 인구
역사적 인구는 다음 차트에 나와 있다.

## 언어
대부분의 인구(2000년 기준)는 독일어(61.5%)를 사용하며, 로만슈어가 2위(16.7%)이고, 이탈리아어가 3위(14.9%)이다. 원래 전체 인구는 푸터(Putèr)의 상부 엥가딘 로만슈어 방언을 사용했다. 외부 세계와의 무역 증가로 인해 로만슈 사용은 19세기에 감소하기 시작했다. 1880년에는 47%만이 로만슈어를 모국어로 사용했지만 1910년에는 45%, 1941년에는 42%였다. Romansh를 사용하는 비율은 1970년까지 31%만이 모국어로 사용할 때까지 떨어졌다. 1980년대에는 로만슈어 화자가 약간 늘었지만, 그 이후로는 그 비율이 줄어들었다. 그러나 2000년에는 로만슈어가 모국어가 아니더라도 42%가 이해했다.
| 사메단의 언어 |             |             |             |             |             |             |             |             |
| 언어          | Census 1970 | Census 1970 | Census 1980 | Census 1980 | Census 1990 | Census 1990 | Census 2000 | Census 2000 |
| 언어          | 수          | 비율        | 수          | 비율        | 수          | 비율        | 수          | 비율        |
| 독일어        | 1,096       | 42.6%       | 1,140       | 44.7%       | 1,567       | 54.5%       | 1,886       | 61.5%       |
| 로만슈어      | 791         | 30.7%       | 841         | 32.9%       | 649         | 22.6%       | 511         | 16.7%       |
| 이탈리아어    | 561         | 21.8%       | 451         | 17.7%       | 476         | 16.6%       | 458         | 14.9%       |
| 전체          | 2,574       | 100%        | 2,553       | 100%        | 2,875       | 100%        | 3,069       | 100%        |

## 정치
2015년 연방 선거에서 가장 인기 있는 정당은 23.8%의 득표율로 SVP였다. 그 다음으로 가장 인기 있는 3개 정당은 FDP (22.5%), BDP (19.6%), SP (16.4%)였다. 연방 선거는 총 821표를 던졌고 투표율은 42.3%였다.
2007년 연방 선거에서 가장 인기 있는 정당은 30.6%의 득표율을 기록한 SP였다. 다음으로 가장 인기 있는 세 정당은 SVP (28.7%), FDP (28.2%), CVP (10.4%)였다.

## 교육
사메단에서는 인구의 약 75.7%(25-64세)가 비필수 고등교육 또는 추가 고등교육(대학 또는 응용학문대학)을 완료했다.

## 경제
2012년 기준으로 시정촌에 고용된 사람은 총 2,891명이다. 이중 1차 경제 부문 8개 사업체에서 총 26명이 근무했다. 2차 부문은 51개의 개별 사업에서 500명의 근로자를 고용했다. 마지막으로, 3차 부문은 335개 기업에서 2,365개의 일자리를 제공했다. 2013년에는 전체 인구의 31.9%가 사회 지원을 받았다.

## 교통

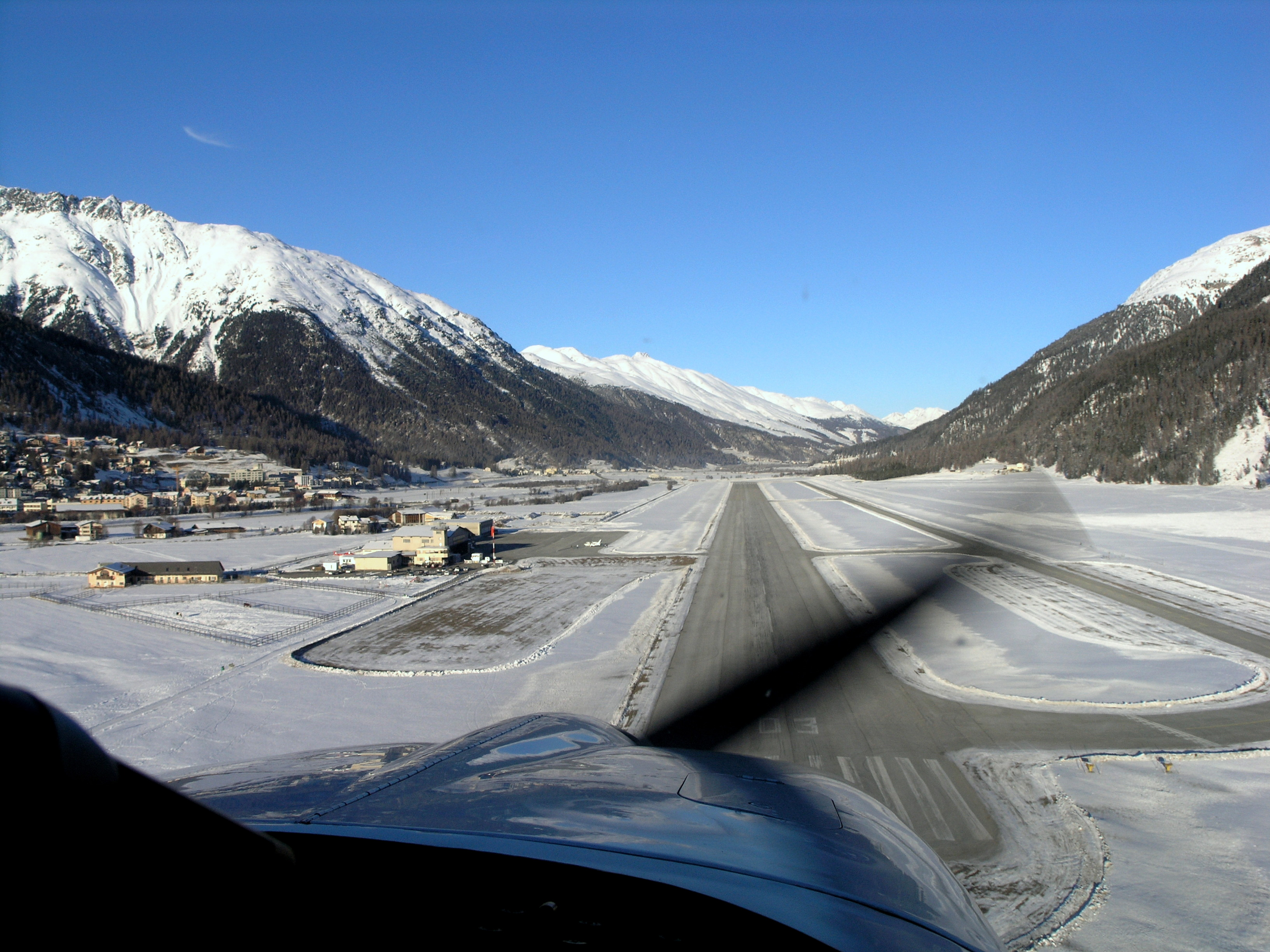
사메단 공항

그것은 상부 엥가딘 지역의 행정 중심지이며 서비스에는 지역 병원(Spital Oberengadin), 폰트레시나, 쿠어 및 장크트모리츠 행 정기 열차가 있는 주요 RhB 기차역, 지역 공항(엥가딘 공항)이 있다. 베르니나 익스프레스와 글래셔 익스프레스 열차는 모두 사메단을 통과한다.

## 국가중요문화재
성심 가톨릭 교회와 푼다지운 드 플란타(Fundaziun de Planta) 도서관은 국가적으로 중요한 스위스 문화 유산으로 등재되어 있다.

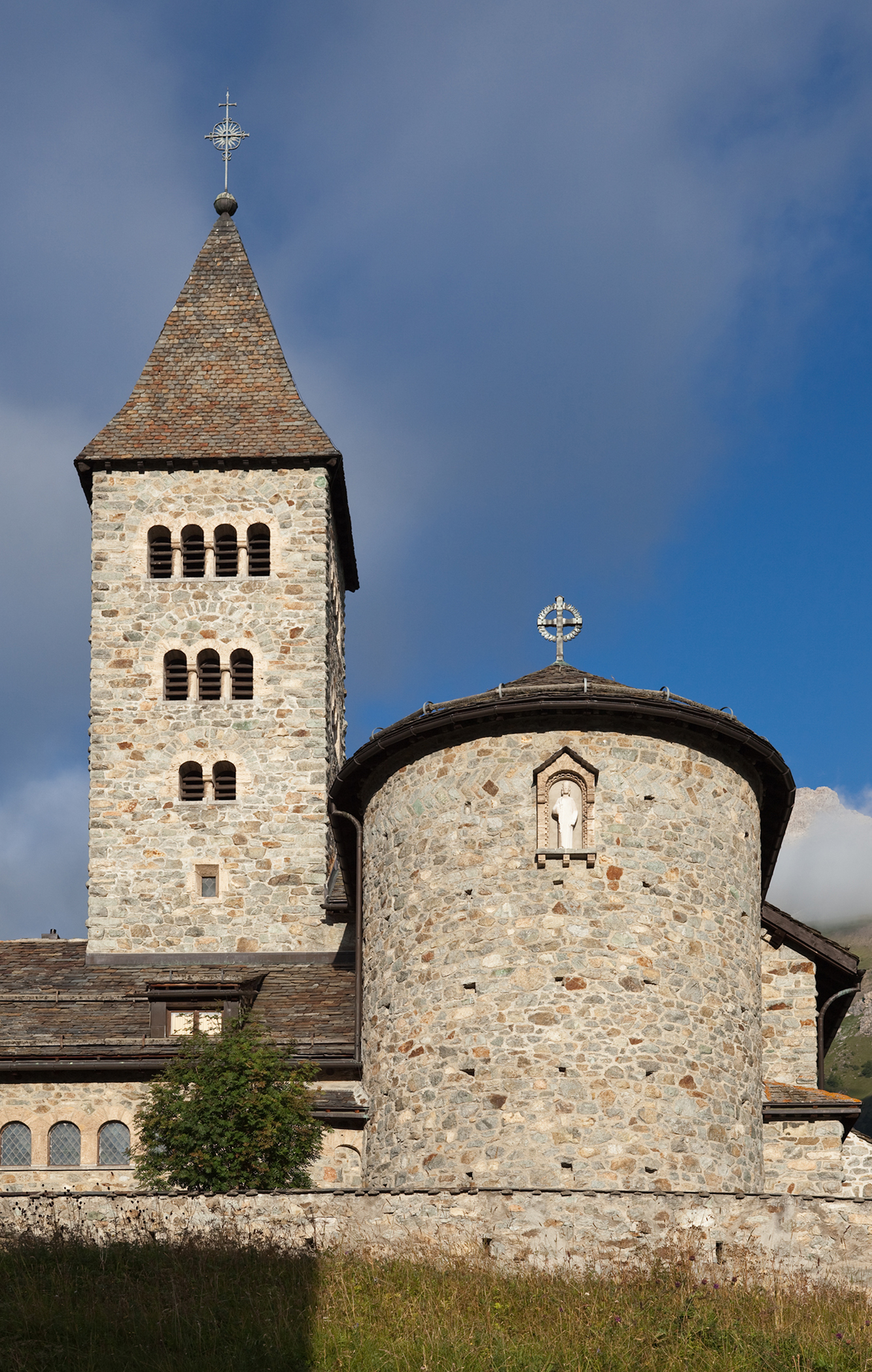
성심교회
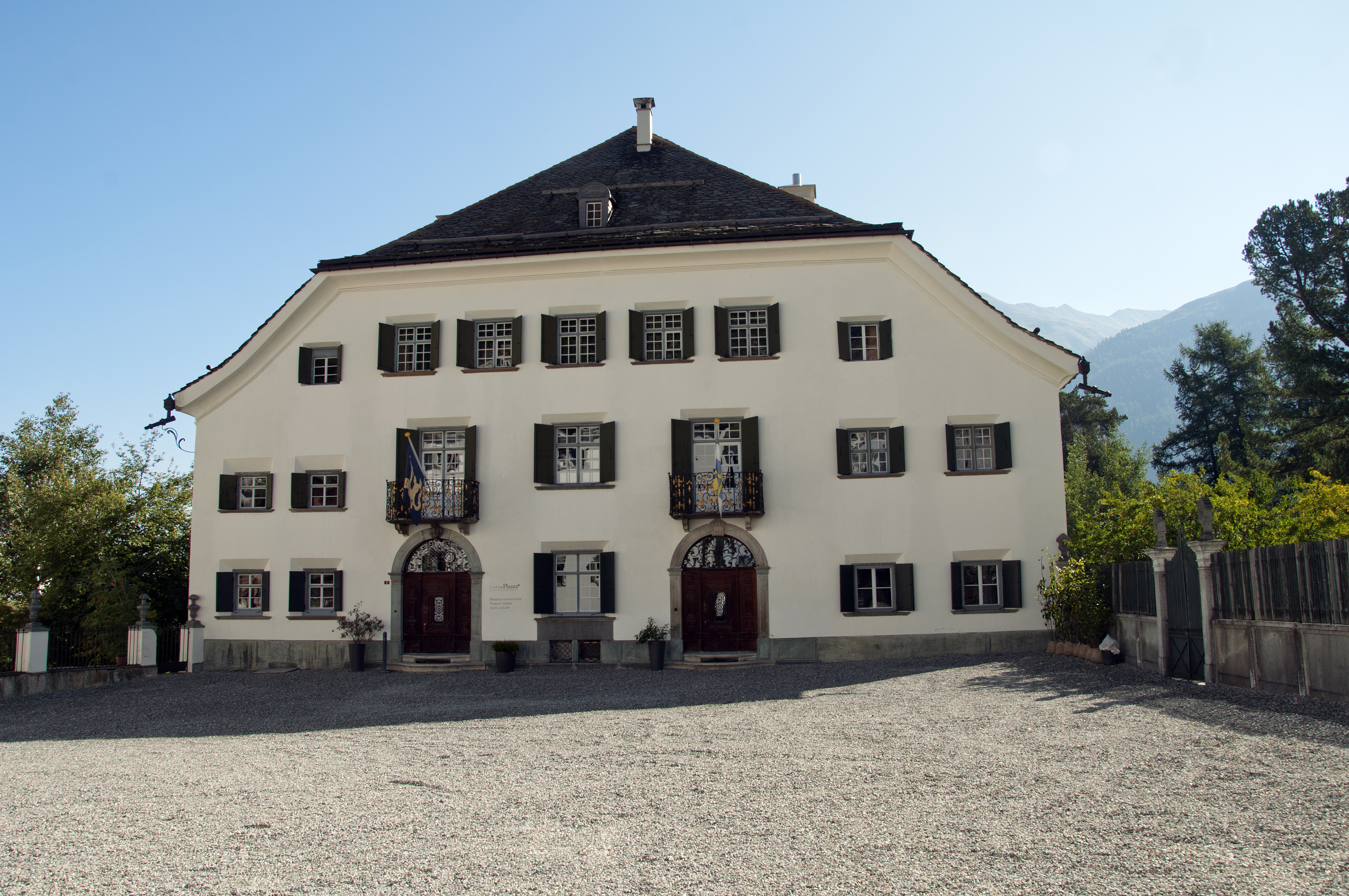
룬다지운 드 플란타 도서관

## 문화
상부 엥가딘 문화 기록보관소는 사메단의 체사 플란타(Chesa Planta)에 보관되어 있다.
제임스 본드는 이언 플래밍의 On Her Majesty's Secret Service에서 피츠 글로리아에 있는 블로펠트 기지에서 사메단으로 탈출하여 미래의 아내인 트레이시에 의해 구출된다.
여성의 권리와 전염병법의 폐지를 위한 19세기 운동가인 요제핀 버틀러(Josephine Butler)는 1881년에 사메단에서 휴가를 보내 폰트레시나 보다 선호했다. 그녀는 류머티즘 때문에 남편이 그림을 그리고 스케치하는 동안 친구들과 광범위하게 걸었다. 그는 다른 영국 성직자 이어들리가 주로 운영하는 지역 개신교 교회에서 설교했다.